# آنتران
آنتران (به فرانسوی: Antran) یک کمون در فرانسه است که در canton of Saint-Gervais-les-Trois-Clochers واقع شده‌است. آنتران ۲۳٫۸۲ کیلومتر مربع مساحت دارد ۴۹ متر بالاتر از سطح دریا واقع شده‌است.